# Economia da Geórgia
A economia da Geórgia é um livre mercado emergente. Durante o Colapso econômico da União Soviética, o seu Produto interno bruto caiu drasticamente, mas o país conseguiu se recuperar durante os anos 2000, tendo um crescimento superior a 10% ao ano graças às reformas econômicas e democráticas causadas pela pacífica Revolução Rosa. Em 2007, o Banco Mundial nomeou a Geórgia como o país número um em reformas econômicas, e desde então consistentemente marcou-a como um dos países no topo do seu Index de facilidade de fazer negócios. A economia da Geórgia gira em torno do turismo no Mar Negro, do cultivo de frutas cítricas, de chá e de uvas, da mineração do manganês e do cobre e da exportação de vinho, de metais, de maquinaria, de produtos químicos, e de produtos têxteis. O país importa o volume de suas necessidades de energia, incluindo o gás natural e o petróleo. A única alternativa interna que a Geórgia tem para isso é a energia hidrelétrica.

## Desemprego
O desemprego é um problema persistente na Geórgia desde a independência do país em 1991. De acordo com a Agência Nacional de Estatísticas do país, o desemprego em 2010 era de 16.3%, e desde então vêm sendo reduzido, tendo caído para 11.5% em 2017.